# Tobias Hoheisel

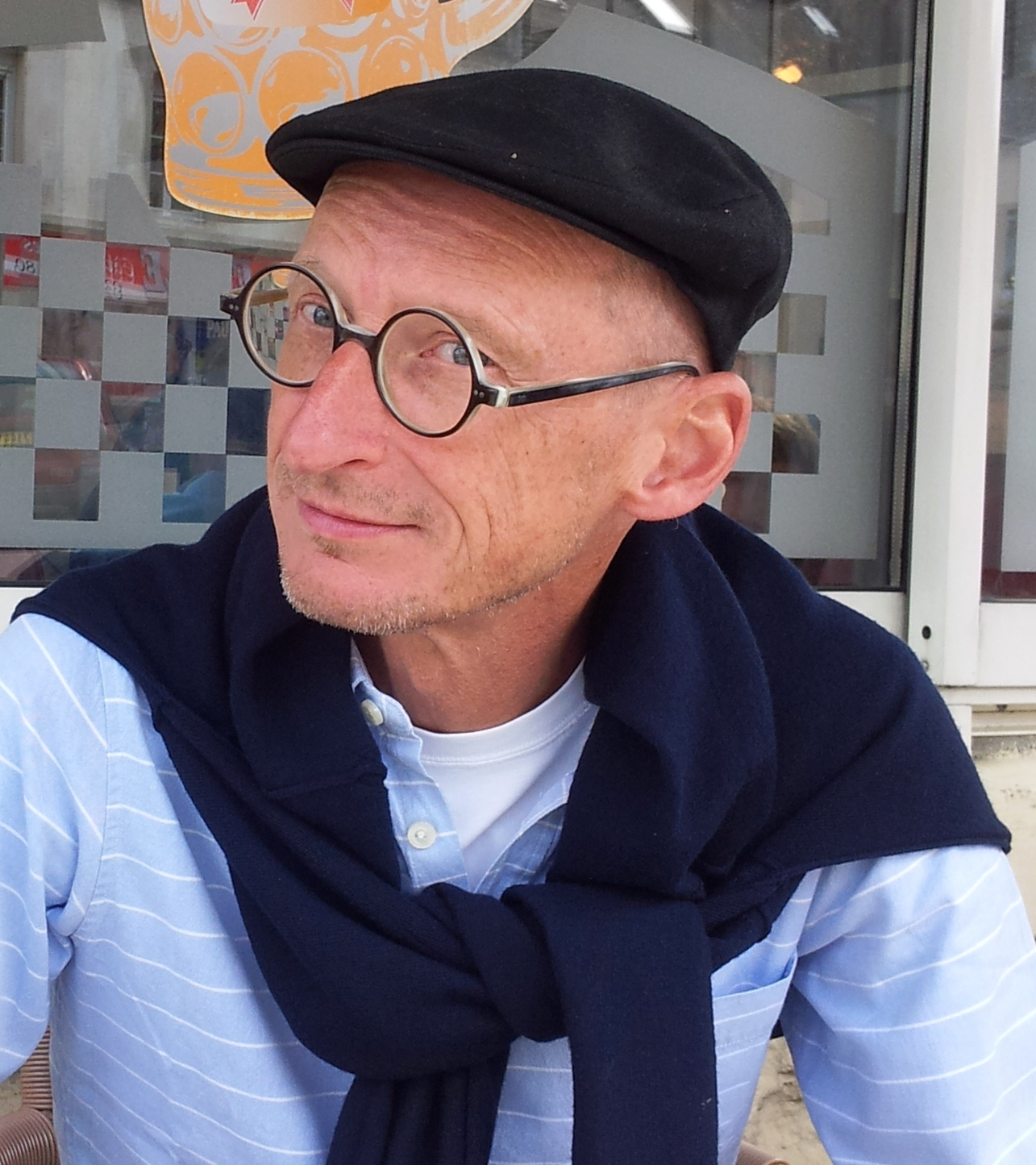
Tobias Hoheisel

Tobias Hoheisel (* 1956 in Frankfurt am Main) ist ein deutscher Bühnen- und Kostümbildner.

## Leben und Wirken
Hoheisel bestand nach dem Abitur die Aufnahmeprüfung an der Hochschule der Künste Berlin und studierte bei Achim Freyer und Martin Rupprecht.
Schon während einer kurzen Assistenzzeit bei Marco Arturo Marelli in Hamburg (der noch zwei Assistenzen bei Karl Ernst Herrmann in Brüssel folgten) lernte er den Regisseur Nikolaus Lehnhof kennen, mit dem er von 1982 bis 2001 an 15 Opernproduktionen, erst als Kostüm- später als Kostüm- und Bühnenbildner zusammenarbeitete.
Drei für das Glyndebourne Festival (1988, 1989 und 1995) produzierte Opern von Leoš Janáček waren in mehreren europäischen und außereuropäischen Städten zu sehen, u. a. in Hamburg, Berlin, Barcelona und Lyon. Die Sache Makropulos mit Anja Silja im Jahr 2000 wurde als erstes Gastspiel Glyndebournes an die Brooklyn Academy of Music in den USA eingeladen. Hans Werner Henzes Boulevard Solitude, produziert 2001 von der Royal Opera Covent Garden London, gewann den Laurence Olivier Award als Best Opera Production und wurde anschließend noch am Teatro Carlo Felice in Genua sowie in Barcelona am Gran Teatro de Liceu gezeigt.
Hoheisel arbeitete mit zahlreichen weiteren Regisseuren zusammen, u. a. mit Johannes Schaaf, Steven Pimlott, Robert Carsen und seit 2004 mit Tim Albery vor allem beim Santa Fe Opera Festival (Zauberflöte, Arabella, Capriccio und Ariadne auf Naxos). Außerdem ergaben sich Arbeiten mit regieführenden Schauspielern und Sängern, so mit Anja Silja (bei deren einziger Regiearbeit Lohengrin am Theatre de la Monnaie in Brüssel 1990) Lucinda Childs, Brigitte Fassbaender, Udo Samel und Fanny Ardant an der Griechischen Nationaloper (Lady Macbeth von Mzensk, Athen 2019).
Neben der Opernarbeit wirkte er auch immer wieder bei Schauspielprojekten, u. a. am Schillertheater Berlin, der Schaubühne am Lehniner Platz, dem Schauspiel Köln, der Royal Shakespeare Company und dem Royal National Theatre London. Am Burgtheater entwarf er im Rahmen der Wiener Festwochen 1992 die Kostüme zur Uraufführung von Peter Handkes Die Stunde da wir nichts voneinander wussten unter der Regie von Claus Peymann sowie 1995 die deutsche Erstaufführung von Yasmina Rezas Kunst an der Schaubühne in Berlin. Die von ihm 1997 am Londoner Almeida Theatre ausgestattete Aufführung von Anton Tschechows Iwanov wurde an das Moskauer Künstlertheater eingeladen.
Weitere Stationen seiner Tätigkeit waren die Deutsche Oper Berlin und Staatsoper Unter den Linden, die Bayerische Staatsoper, die Oper Köln, die Oper Frankfurt, die Staatsoper Hamburg, die Wiener Staatsoper, das Theater an der Wien, die English National Opera, das Teatro Real, das Teatro alla Scala, das Teatro dell’Opera di Roma, die Opéra Bastille, das Palais Garnier und das Théâtre des Champs-Élysées, De Nederlandse Opera, das Theatro Municipal Rio de Janeiro, die San Francisco Opera, Lyric Opera of Chicago, The Canadian Opera Company (Toronto) und das Bolschoi-Theater Moskau.
Ab 2002 entstanden in Zusammenarbeit mit der Schauspielerin Imogen Kogge eigene Operninszenierungen an der Nederlandse Reisopera, der Scottish Opera, dem Edinburgh International Festival, der Oper Köln und dem Aalto-Theater Essen.
Hoheisel unterrichtet außerdem unregelmäßig als Visiting Lecturer im Studiengang Scenography an der Royal Central School of Speech and Drama.
Er ist mit dem Linguisten und Übersetzer Michael L. S. Wells verheiratet und lebt in London und in der Normandie.